# Panna Maria Samoty
Panna Maria Samoty (španělsky: María de la Soledad; portugalsky: Nossa Senhora da Soledade) je titul Panny Marie, matky Ježíše, a zvláštní podoba mariánské úcty praktikovaná ve španělsky mluvících zemích k připomenutí samoty Panny Marie na Bílou sobotu. Varianty názvů zahrnují Nuestra Señora de la Soledad, Maria Santisima, Nuestra Señora Dolorosisima de la Soledad a Virgen de la Soledad.

## Historie
Titul vznikl u královny Jany, která oplakávala předčasnou smrt svého manžela Filipa I. Kastilského v roce 1506.

## Svátek

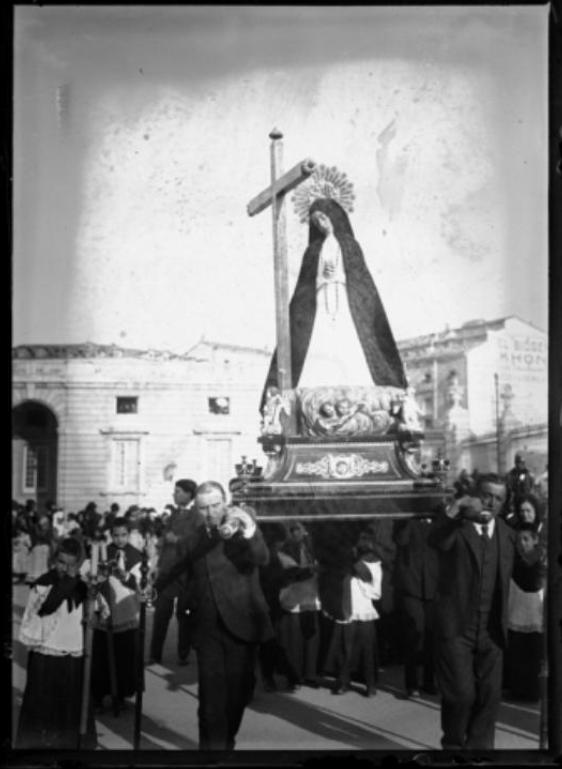
Panna Maria Samoty při Procesión del Silencio v Madridu, 1915

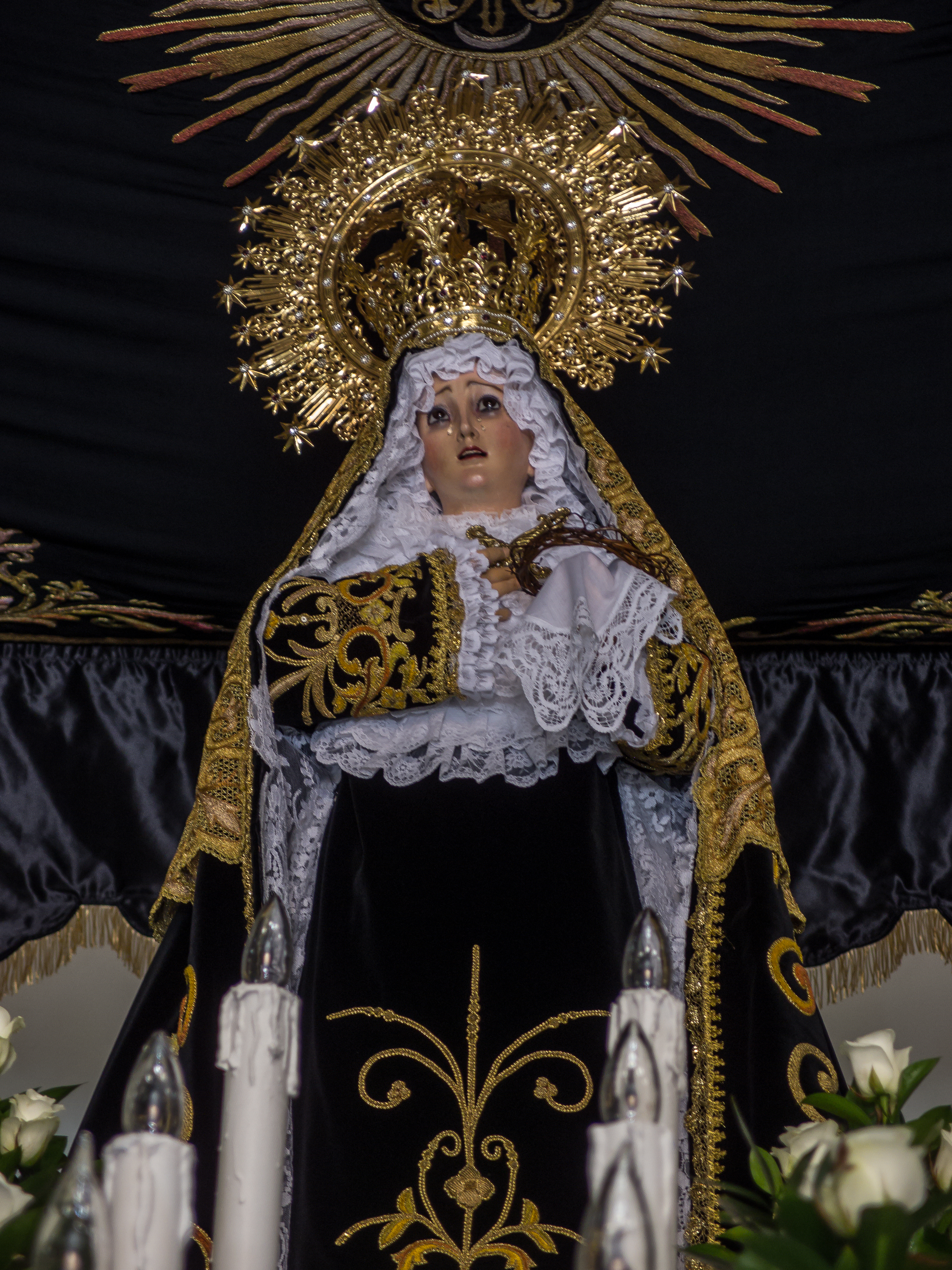
Panna Maria Samoty v Teruelu ve Španělsku

„Tato úcta byla zavedena, aby soucítila s Pannou Marií za její samotu na Bílou sobotu, a je podobná úctě praktikované Služebníky na Velký pátek zvané Desolata.“
Svátek María de la Soledad se slaví 18. prosince ve španělsky mluvících zemích, na Bílou sobotu v anglicky mluvících zemích a na Velký pátek v portugalsky mluvících zemích. V Oaxace v Mexiku se bohoslužby konají v neděli před Vánocemi.

## V klášteře Panny Marie Vítězství
Alžběta z Valois, manželka Filipa II., měla ve své soukromé oratoři obraz, který si přivezla z Francie a který zobrazoval Pannu Marii Samoty. Obraz vyvolal velkou oddanost mezi mnichy z řádu Nejmenších bratří sv. Františka z Pauly, kteří se usadili v Madridu. Mniši požádali královnu o povolení pořídit kopii obrazu pro kapli jejich kláštera Panny Marie Vítězství v Madridu. Sochu Panny Marie Samoty vysochal sochař Gaspar Becerra.
Od počátku byla socha zamýšlena jako vestidera, tedy s pouze vyřezanou hlavou a rukama, přičemž zbytek byl tvořen dřevěným rámem pokrytým oděvy. Na podnět hraběnky z Ureñy, paní Marie de la Cueva y Toledo, hlavní dvorní dámy královny, byla socha oblečena do oděvu šlechtičny-vdovy té doby. Tento charakteristický oděv spolu s dalšími prvky – jako diadém místo koruny nebo doprovodné symboly umučení – představoval skutečnou revoluci v typologii mariánských obrazů.
V roce 1565 byla socha Panny Marie Samoty po více než roce práce slavnostně předána klášteru Panny Marie Vítězství.

## Patronka
María de la Soledad je patronkou měst Badajoz a Parla ve Španělsku; Porto Covo v Portugalsku; Acapulca v Mexiku a provincie Cavite na Filipínách pod názvem Nuestra Señora de la Soledad de Porta Vaga a města San Isidro v provincii Nueva Ecija pod názvem Nuestra Señora de la Soledad de San Isidro.
Misie Nuestra Señora de la Soledad v Soledadu v Kalifornii je zasvěcena Panně Marii Samoty.

## Papežská schválení
- Papež Pius X. udělil kanonickou korunovaci obrazu Nuestra Señora de la Soledad pro Oaxacu 18. ledna 1904.
- Papež Pius XI. udělil kanonickou korunovaci obrazu Panny Marie Samoty pro Irapuato 30. dubna 1922.
- Papež Pius XII. udělil kanonickou korunovaci obrazu Nuestra Señora de la Soledad de Parral pro Parral v Chihuahue 22. října 1943.
- Papež Jan XXIII. udělil kanonickou korunovaci obrazu Nuestra Señora de la Soledad de la Portería pro Las Palmas 19. března 1964.
- Papež Pavel VI. udělil kanonickou korunovaci obrazu Nuestra Señora de la Soledad de Acapulco pro Acapulco 8. prosince 1965.
- Papež Jan Pavel II. udělil kanonickou korunovaci obrazu Maria Santissima de la Soledad pro Priego de Córdoba 26. června 1994.
- Papež František udělil kanonickou korunovaci obrazu Nuestra Señora de la Soledad de Porta Vaga pro Cavite 18. listopadu 2018.
- Papež František udělil kanonickou korunovaci obrazu Nuestra Señora de la Soledad pro Ciempozuelos 4. května 2019.
- Papež František udělil kanonickou korunovaci obrazu Panny Marie Samoty z Mafry pro Mafru 10. listopadu 2020.

## Jméno
Jméno María de la Soledad, často zkracované na Marisol nebo Soledad, je používáno ve španělsky mluvících zemích.